# نادينة شون
نادينة شون (بالألمانية: Nadine Schön)(ولدت باسم نادين مولر، 5 حزيران 1983 في ليباخ، سارلاند) سياسية ألمانية من حزب الاتحاد الديمقراطي المسيحي وهي عضوة في البرلمان الألماني البوندستاغ منذ 2009.

## التعليم
بعد تخرجها من ثانوية أرنولد-يانسن في عام 2002 درست نادينة مولر القانون في جامعتي هايدلبيرغ وساربروكن. في عام 2006 أكملت دراستها وتخرجت كمحامية. من عام 2002 إلى عام 2008 قامت درسة الصحافة كجزء من منحة دراسية من مؤسسة كونراد-أديناور-شتيفتونغ. غيرت اسمها من مولر إلى شون بعد زواجها في 31 يوليو / تموز 2010.

## النشاط السياسي
نادينة شون هي عضوة رابطة اتحاد الشباب واتحاد النساء في حزب الاتحاد الديمقراطي المسيحي. في اتحاد الشباب مسؤولة هي عن القضايا الاجتماعية. بعد فترة وجيزة من دخولها البوندستاغ تم انتخابها نائبة لرئيس المجموعة النسائية في المجموعة البرلمانية CDU / CSU.

## عضوية البرلمان
في الفترة من 2004 إلى 2009 كانت عضوة في المجلس المحلي لولاية سارلاند. وقد شاركت في لجان الأعمال والعلوم والداخلية والرياضة والدستور والقانون وأوروبا. كانت أيضا المتحدثة باسم الجامعة والعلوم.
نادين شون هي عضو في البرلمان الألماني في
- البوندستاغ الألماني السابع عشر (2009-2013)
- البوندستاغ الألماني الثامن عشر (2013-2017)
- البوندستاغ الألماني التاسع عشر (منذ 2017)

تم انتخابها لأول مرة في البوندستاغ الألماني في عام 2009 من خلال تفويض مباشر من دائرة البوندستاغ في فينديل. في عام 2013 أعيد انتخابها مباشرة في البوندستاغ.
وهي عضوو ممثلة في لجنة الأسرة وكبار السن والمرأة والشباب (منذ عام 2009) ولجنة جدول الأعمال الرقمية (منذ عام 2013). منذ 13 يناير 2014 كانت عضوة في اللجنة التنفيذية لمجموعة CDU / CSU البرلمانية في البوندستاغ. وتشغل منصب نائب رئيس الكتلة البرلمانية وهي مسؤولة عن سياسة الأسرة و «جدول الأعمال الرقمي».

## نشاطات أخرى

### الهيئات التنظيمية
- وكالة الشبكة الاتحادية للكهرباء والغاز والاتصالات السلكية واللاسلكية والبريد والسكك الحديدية (BNetzA)، عضوة في المجلس الاستشاري

### المنظمات غير الربحية
- المؤسسة الألمانية لسكان العالم (DSW)، عضوة في المجلس الاستشاري البرلماني[5]
- مؤسسة شتيفان مورش، عضوة في مجلس الأمناء
- الأكاديمية الأوروبية للمرأة في السياسة والاقتصاد برلين، عضوة في مجلس الأمناء[6]

## روابط خارجية
- الموقع الرسمي

(بالألمانية)